# هاري ريني
هاري ريني (بالإنجليزية: Harry Rennie)‏ (1 يونيو 1873 في المملكة المتحدة - 1954 باسكتلندا في المملكة المتحدة) هو لاعب كرة قدم بريطاني (وحمل سابقاً جنسية المملكة المتحدة لبريطانيا العظمى وأيرلندا) في مركز حراسة المرمى. شارك مع منتخب اسكتلندا لكرة القدم. أما مع النوادي، فقد لعب مع نادي رينجرز ونادي كيلمارنوك ونادي هيبرنيان وهارت أوف ميدلوثيان ورابطة كرة القدم الاسكتلندية الحادية عشر ‏ ونادي غرينوك مورتون.

## وصلات خارجية
- هاري ريني على موقع الاتحاد الإسكتلندي (الإنجليزية)
- هاري ريني على موقع ناشيونال فوتبول تيمز (الإنجليزية)